# Đồng hồ cát

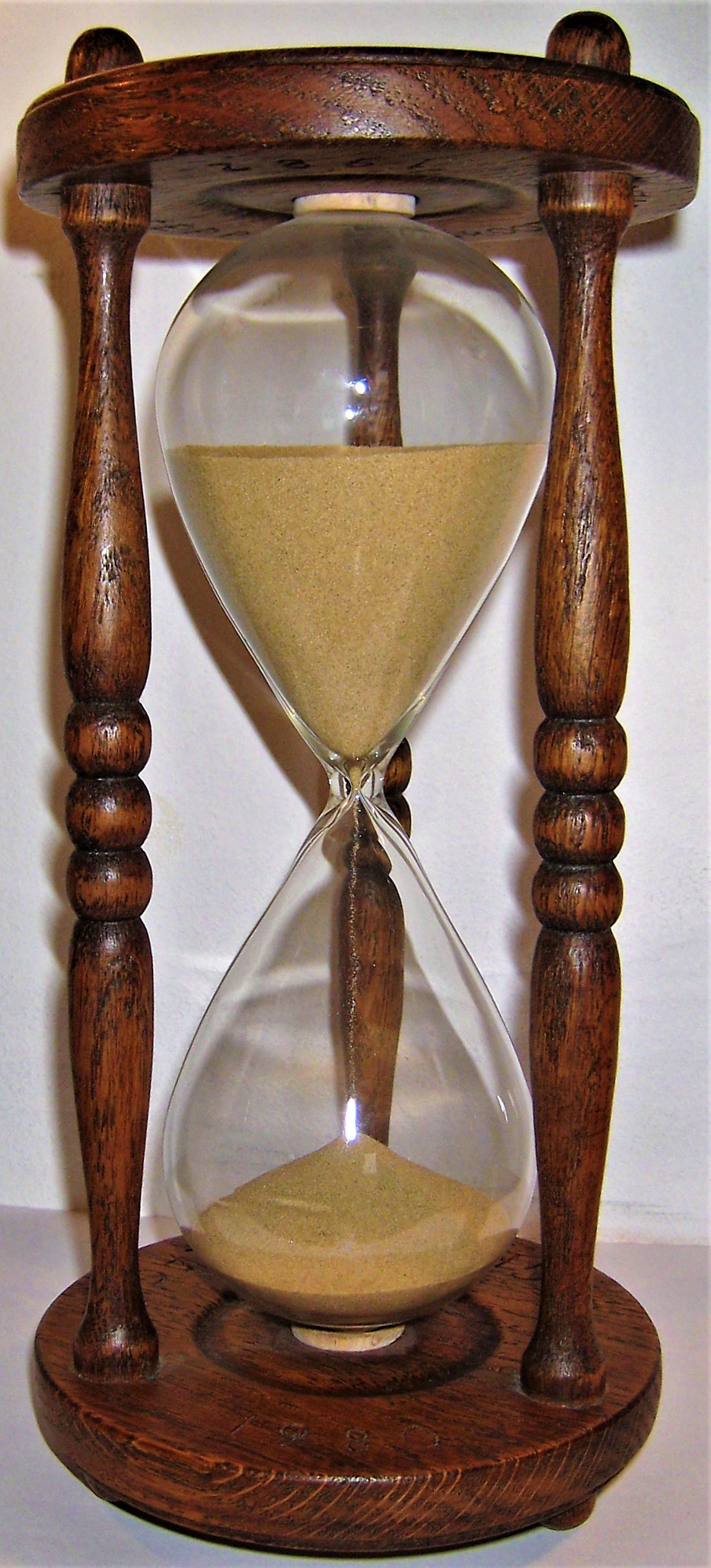
Đồng hồ cát.

Đồng hồ cát là một dạng đồng hồ, dụng cụ đo thời gian gồm hai bình thủy tinh được nối với nhau bằng một eo hẹp, để cát mịn chảy từ bình này sang bình kia qua eo nối, với một tốc độ nhất định. Khi cát từ bình này đã chảy hết vào bình kia, đồng hồ cát được dốc ngược lại để cát chảy theo chiều ngược lại. Các yếu tố ảnh hưởng đến thời gian cát chảy là dung lượng cát, kích cỡ và góc của bình, độ rộng cổ eo và chất lượng cát. Hiện thời, đồng hồ cát chủ yếu mang tính trang trí chứ không còn mấy ứng dụng.

## Lịch sử

### Cổ đại
Nguồn gốc của đồng hồ cát không rõ ràng. Vật tiền nhiệm của nó là clepsydra hay đồng hồ nước, có thể đã được phát minh ở Ấn Độ cổ đại. Theo Học viện Hoa Kỳ New York, đồng hồ cát được phát minh ở Alexandria năm 150 TCN. Theo Tạp chí Hiệp hội Khảo cổ học Anh Quốc' đồng hồ cát được sử dụng trước thời thánh Jerome (335 SCN), và sự diễn tả về đồng hồ cát lần đầu tiên là trên một cái quách có niên đại từ năm 350 SCN, diễn tả đám cưới của Peleus và Thetis, được phát hiện tại Rome vào thế kỷ thứ 18, và được nghiên cứu bởi Winckelmann trong thế kỷ thứ 19, người đã nhấn mạnh về chiếc đồng hồ cát trên tay Morpheus.

### Xuất hiện lại trong Sơ kỳ Trung Cổ

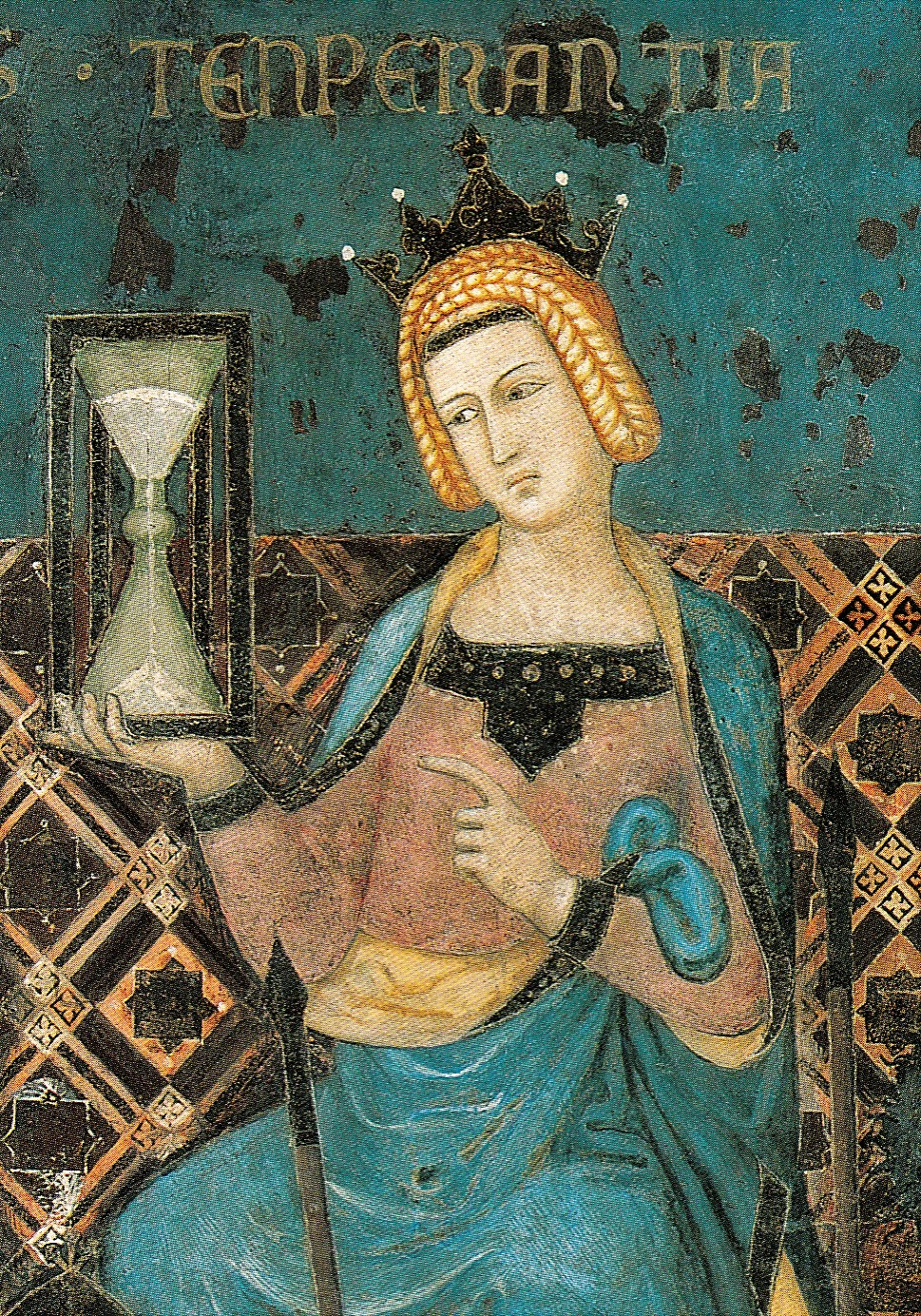
Temperance bearing an hourglass; detail Lorenzetti's Allegory of Good Government, 1338

Không có ghi chép nào về đồng hồ cát tồn tại ở châu Âu trước Sơ kỳ Trung Cổ, ví dụ như phát minh của Hy Lạp cổ đại; bằng chứng đầu tiên xuất hiện từ thế kỷ 8 TCN, sáng tại bởi một tu sĩ Người Frank tên là Luitprand ở nhà thờ lớn Chartres, Pháp.  Nhưng mãi cho tới thế kỷ 14 đồng hồ cát mới được nhìn thấy phổ biến, bằng chứng chắc chắn sớm nhất được mô tả trong Biểu tượng của chính phủ tốt bởi Ambrogio Lorenzetti năm 1338.
Việc sử dụng đồng hồ cát ở biển được thấy từ thế kỷ 14. Bằng chứng ghi chép chủ yếu là từ nhật ký của tàu châu Âu. Trong cùng khoảng thời gian này nó cũng xuất hiện ở các ghi chép và danh sách của các cửa hàng tàu thủy. Bằng chứng sớm nhất có thể nói một cách chắc chắn là một chiếc đồng cát để sử dụng ở biển có niên đại từ năm 1345, trong biên lai của Thomas de Stetesham, thư ký tàu La George của vua, dưới thời vua Edward III của Anh; sau khi được dịch lại từ tiếng Latinh năm 1345, biên lai có nội dung:
"Cùng các tài khoản Thomas đã trả ở Lescluse, taj Flanders, cho 12 đồng hồ cát (" pro xii. orlogiis vitreis "), giá mỗi cái là 4½', trong bảng Anh là 9s. Cho bốn chiếc đồng hồ cát cùng loại (" de eadem secta "), mua ở đấy, giá mỗi cái là 5', trong bảng Anh là 3s. 4d."
Đồng hồ cát đi biển từng rất phổ biến trên tàu, vì nó từng là công cụ đo thời gian đáng tin cậy nhất khi đi biển. Không giống như thuyền buồm, chuyển động của tàu không ảnh hưởng đến đồng hồ cát. Việc đồng hồ cát sử dụng chất liệu hạt thay vì dung dịch giúp đo thời gian chính xác hơn, vì đồng hồ nước có xu hướng đông cứng khi thay đổi nhiệt độ.  Những người đi biển phát hiện ra rằng đồng hồ cát có thể giúp họ xác định kinh độ, khoảng cách về phía đông hoặc tây từ một điểm nhất định, với độ chính xác hợp lý.

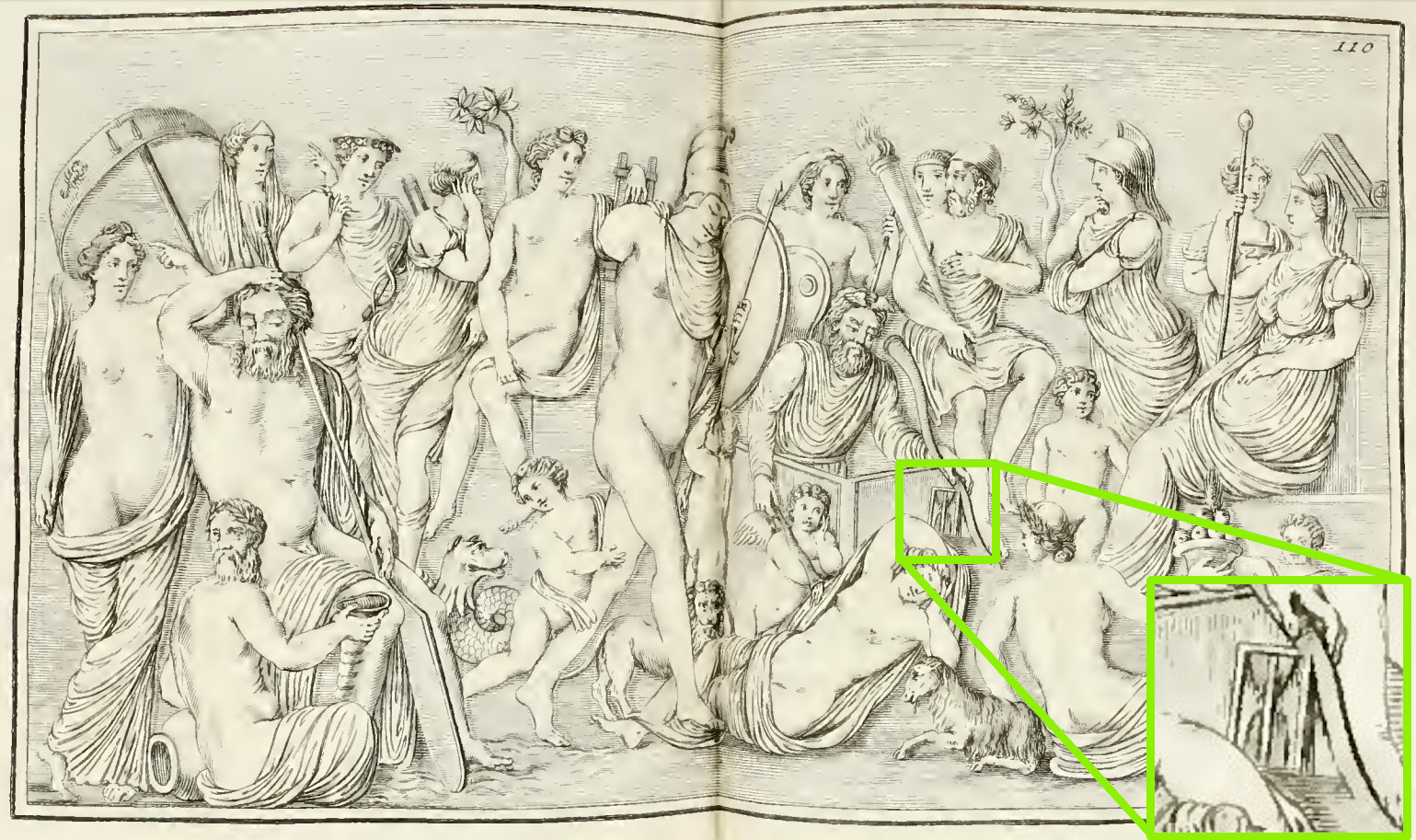
Quách có niên đại từ năm 350 SCN, diễn tả đám cưới của Peleus và Thetis (quan sát phần phóng đại với đồng hồ cát trên tay Morpheus)

Đồng hồ cát cũng phổ biến ở đất liền. Vì việc sử dụng đồng hồ cơ học để đo thời gian của một buổi lễ nhà thờ trở nên phổ biến hơn, tạo ra thói quen "để ý đến thời gian", nhu cầu về thiết bị đo thời gian tăng lên. Đồng hồ cát cũng tương đối rẻ, vì nó không đòi hỏi công nghệ hiếm để chế tạo và các nguyên liệu không khó kiếm, và khi việc sản xuất loại thiết bị này trở nên phổ biến hơn, việc sử dụng nó trở nên thực tế hơn.
Đồng hồ cát từng phổ biến ở các nhà thờ, nhà dân và nơi làm việc để đo thời gian buổi giảng đạo, thời gian nấu nướng, và thời gian nghỉ của công nhân. Vì nó được sử dụng để làm nhiều việc hàng ngày, mẫu đồng hồ cát dần nhỏ lại. Mẫu đồng hồ cát nhỏ trở nên rất thực tế và phổ biến vì mó làm việc đo thời gian thuận tiện hơn..
Sau năm 1500, đồng hồ cát không còn phổ biến như nó đã từng. Điều này xảy ra do sự phát triển của đồng hồ cơ học, vì nó chính xác hơn, nhỏ hơn và rẻ hơn, xem giờ dễ hơn. Tuy nhiên đồng hồ cát không biến mất hoàn toàn. Mặc dù chúng trở nên tương đối ít hữu ích hơn vì công nghệ đồng hồ phát triển, đồng hồ cát vẫn được ưa thích nhờ thiết kế của nó. Đồng hồ cát cổ nhất được biết đến còn tồn tại được đặt ở bảo tàng Anh tại London.
Mãi đến thế kỷ 18 John Harrison và con trai James mới sáng chế ra đồng hồ đại dương, nó cải thiện đáng kể độ ổn định của đồng hồ cát ở biển. Từ logic về thiết kế của đồng hồ cát, họ đã tạo ra đồng hồ đại dương năm 1761 mà có thể đo chính xác chuyến đi từ Anh đến Jamaica trong vòng năm giây.

## Thiết kế

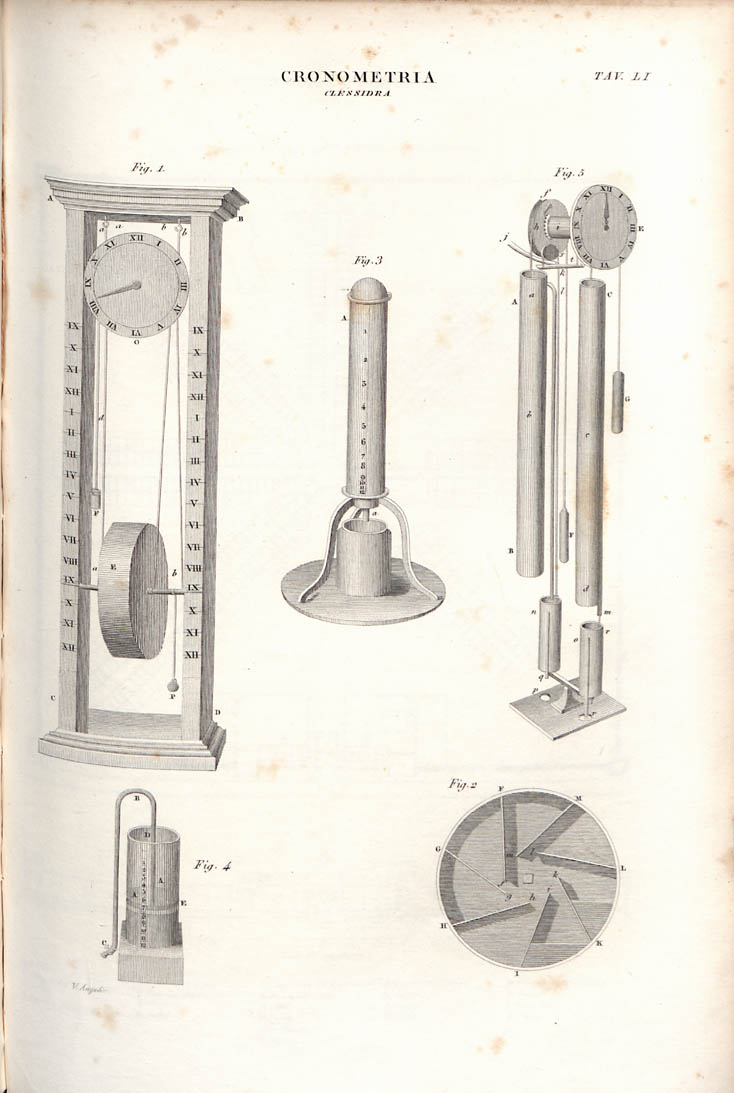
Đồng hồ cát thế kỷ 19

Có ít tài liệu ghi chép giải thích tại sao đồng hồ cát có hình dáng như vậy. Phần ống kính được sử dụng có thiết kế và kiểu dáng thay đổi theo thời gian. Trong khi thiết kế chính luôn có hình dáng ampun, các ống không phải luôn luôn được gắn với nhau. Những chiếc đồng hồ cát đầu tiên có dạng hai ống rời với một dây bọc điểm kết hợp của chúng mà sau đó được phủ bằng sáp để giữ các bộ phận với nhau và giúp cát chảy ở giữa. Mãi cho tới năm 1760 hai phần ống mới được gắn vào nhau để quản lý độ ẩm và áp suất của ống mà có thể ảnh hưởng đến dòng chảy.

## Vật liệu
Trong khi một số loại đồng hồ cát cổ thực sự sử dụng cát làm hỗn hợp hạt để đo thời gian, một số loại khác không sử dụng một chút cát nào. Vật liệu chính để sử dụng trong hầu hết đồng hồ cát là một hỗn hợp "bột đá cẩm thạch, oxít thiếc/chì, và vỏ trứng nghiền nát đốt cháy". Theo thời gian, các kết cấu chất liệu hạt khác nhau đã được sử dụng để kiểm tra xem loại nào tạo ra dòng chảy liên tục nhất trong đồng hồ cát. Sau đó người ta tìm ra rằng để đạt được dòng chảy hoàn hảo nhất cần có tỉ lệ hạt và chiều rộng cổ đồng hồ cát là 1/12 hoặc lớn hơn nhưng không lớn hơn 1/2 chiều rộng cổ đồng hồ cát.

## Ứng dụng thực tế

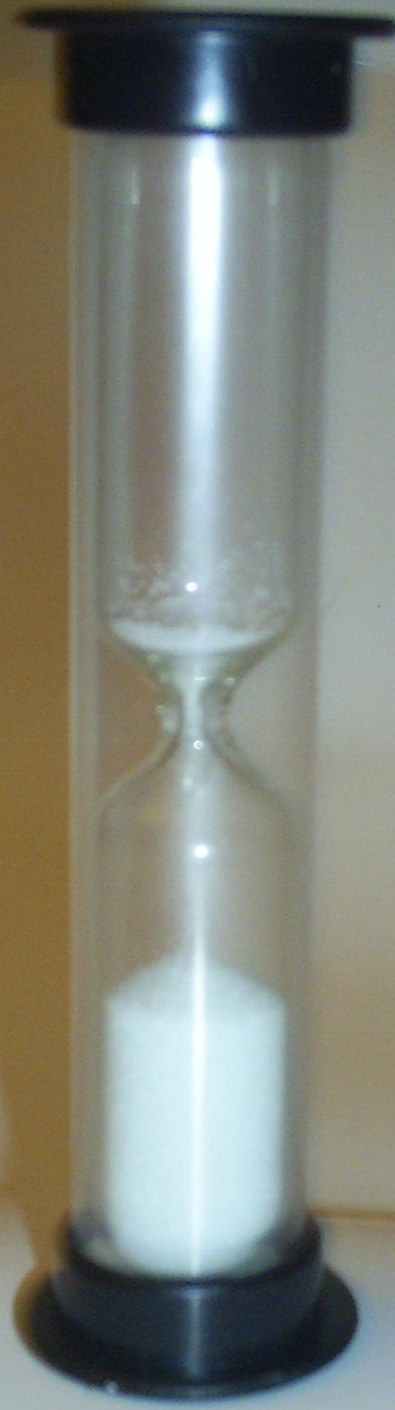
đồng hồ trứng 3-phút

Đồng hồ cát là một cách đo thời gian từ xưa có thể tin cậy và chính xác. Tốc độ dòng chảy không phụ thuộc vào độ sâu của ống chứa phía trên, mà dụng cụ này không đóng băng trong thời tiết lạnh. Từ thế kỷ 15 trở đi, đồng hồ cát được ứng dụng bằng nhiều cách ở biển, nhà thờ, công nghiệp và nấu nướng.
Trong hành trình của Ferdinand Magellan vòng quanh thế giới, có 18 đồng hồ cát từ Barcelona trong kho tàu, sau khi chuyến đi được ủy quyền bởi hoàng đế Charles V. Một người phục vụ trên tàu có nhiệm vụ lật đồng hồ cát để cung cấp thời gian cho nhật ký tàu. Giữa trưa là mốc thời gian tham khảo cho việc điều hướng, nó không phụ thuộc vào phần kính, vì mặt trời đang ở thiên đỉnh. Một số đồng hồ cát được cố định vào khung chung, mỗi cái có thời gian hoạt động khác nhau,  ví dụ như dạng đồng hồ cát bốn-kiểu của Ý có từ thế kỷ 17, trong bộ sưu tập của bảo tàng Khoa học, ở South Kensington, London, nó có thể đo các quãng thời gian 1/4, 1/2, 3/4 và 1 giờ (và nó còn được sử dụng trong nhà thờ, để linh mục đo thời gian bài giảng đạo).

### Ứng dụng thực tế hiện đại

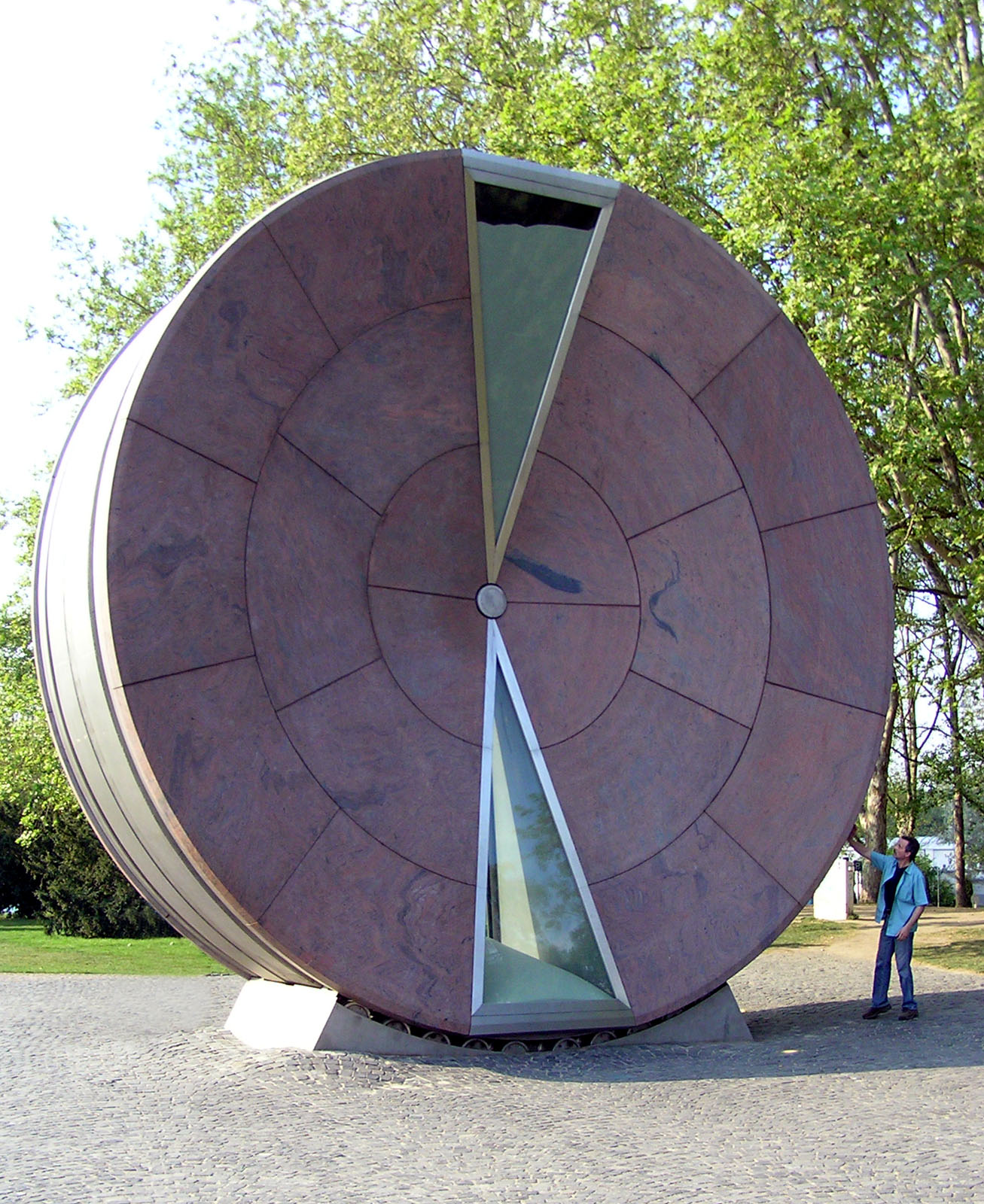
Bánh xe thời gian Budapest, Hungary.

Trong khi chúng không còn được sử dụng rộng rãi để đo thời gian, một số tổ chức vẫn duy trì chúng.  Cả hai tòa nhà Quốc hội Úc sử dụng ba đồng hồ cát để đo một số thứ nhất định, như là phân phe biểu quyết.
Đồng hồ cát vẫn được sử dụng rộng rãi trong các nhà bếp để làm đồ tính giờ trứng; để nấu trứng, đồng hồ tính giờ ba phút là điển hình, sau đó cái tên "đồ tính giờ trứng" được sử dụng cho đồng hồ cát ba-phút. Đồ tính giờ trứng được bán rộng rãi ở các hàng đồ lưu niệm. Đồng hồ cát đôi khi cũng được sử dụng trong các trò chơi như Pictionary và Boggle để giới hạn thời gian một vòng chơi.

## Sử dụng làm biểu tượng
Đồng hồ cát đôi khi được gắn thêm cánh với ý nghĩa ẩn dụ, nó thường được mô tả là sự tồn tại của con người đang mất đi, và "lượng cát trong đồng hồ cát" sẽ chảy hết với cuộc đời mỗi người. Do đó nó từng được sử dụng ở cờ cướp biển, để tạo nỗi sợ hãi cho nạn nhân của cướp biển. Ở Anh, đồng hồ cát đôi khi được đặt trong quan tài và trong nhiều thế kỷ nó cũng được khắc vào bia mộ. Đồng hồ cát cũng được sử dụng trong giả kim thuật làm một biểu tượng của giờ.

## Mô típ đồng hồ cát

Cờ đỏ như máu của cướp biển Christopher Moody, 1714

Vì tính đối xứng của nó, những dấu hiệu đồ họa giống hình đồng hồ cát có thể thấy ở cả những nền nghệ thuật của các văn hóa không bao giờ có đồng hồ cát. Cặp tam giác đặt dọc nối nhau tại đỉnh phổ biến ở nghệ thuật của thổ dân châu Mỹ; cả ở Bắc Mỹ, nơi nó có thể diễn tả chim sét hoặc (ở dạng dài hơn) một mảnh da đầu của đối phương, và ở Nam Mỹ, nơi người ta tin là nó diễn tả người rừng Chuncho.  Trong dệt may của người Zulu hình đồng hồ cát là biểu tượng của một người đàn ông đã kết hôn, trái ngược với cặp tam giác nối với nhau ở đế là biểu tượng của phụ nữ đã kết hôn. Ví dụ thời đại đồ đá mới có thể thấy ở tranh hang động của Tây Ban Nha. Những nhà quan sát đã đặt tên  "mô típ dồng hồ cát" cho những hình dáng có sự đối xứng phức tạp hơn, như là những họa tiết vòng tròn và dấu nhân lặp lại từ Quần đảo Solomon. Cả thành viên của Dự án Tic Toc, từ phim truyền hình Đường hầm thời gian và Challengers of the Unknown sử dụng biểu tượng đồng hồ cát để diễn tả dịch chuyển thời gian hoặc thời gian trôi qua.

Đồng hồ cát trong nghệ thuật
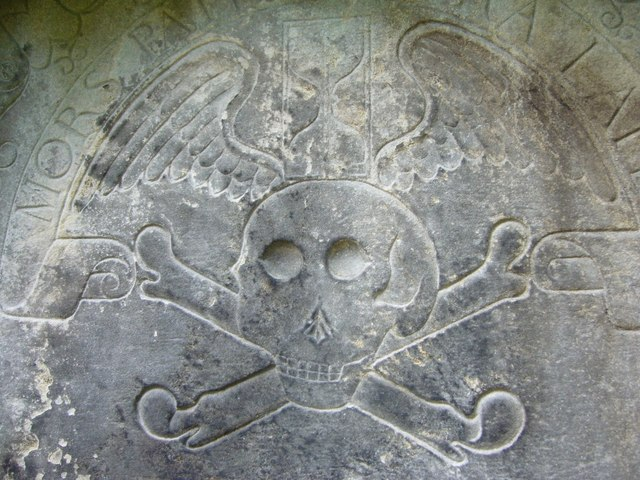
Đá mộ thế kỷ 17 từ lăng mộ của John Livingstone, 'một dược sĩ ở Edinburgh', người là nạn nhân của dịch hạch 1645
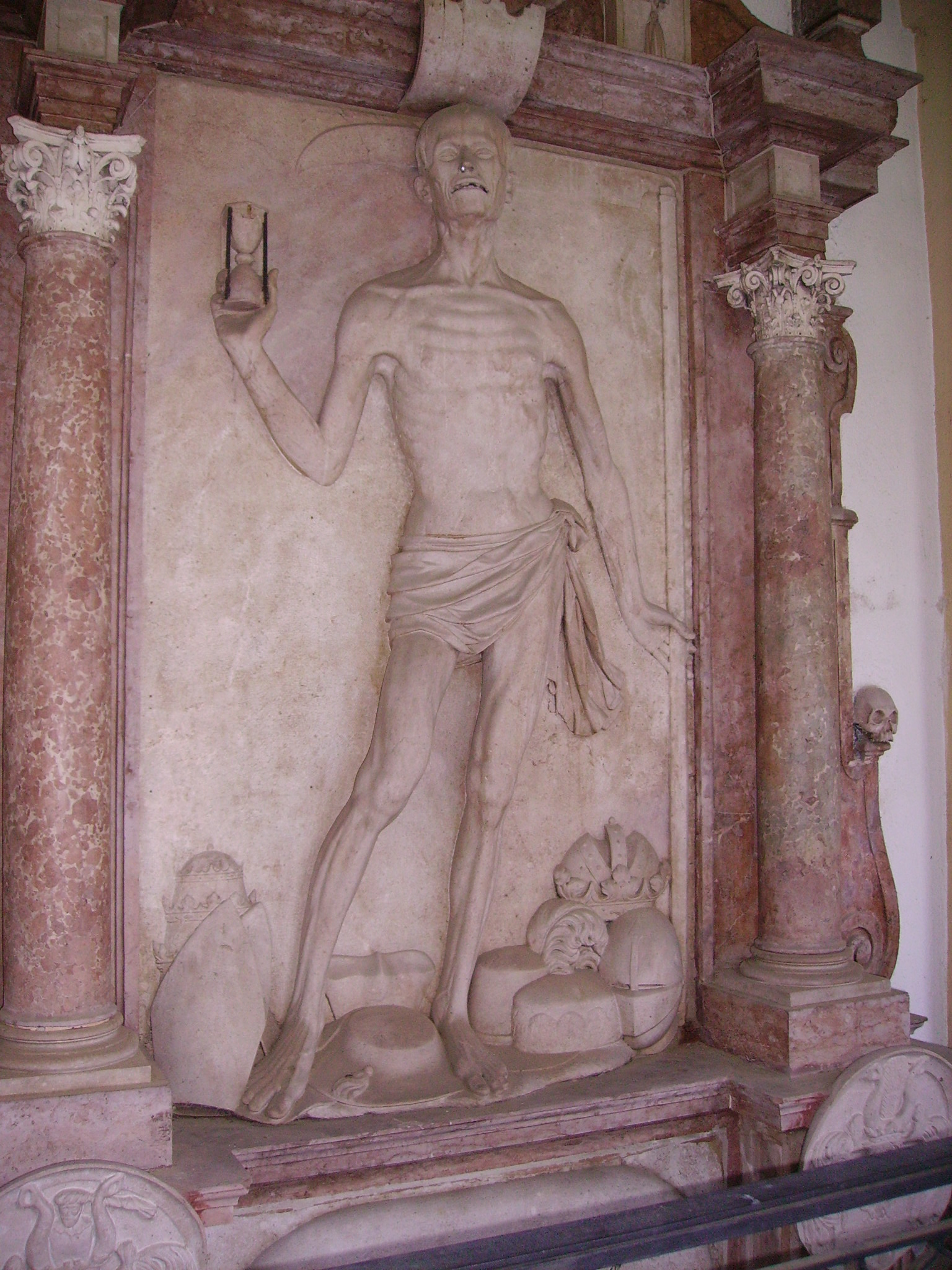
Mộ ở Sebastiansfriedhof [de], Salzburg
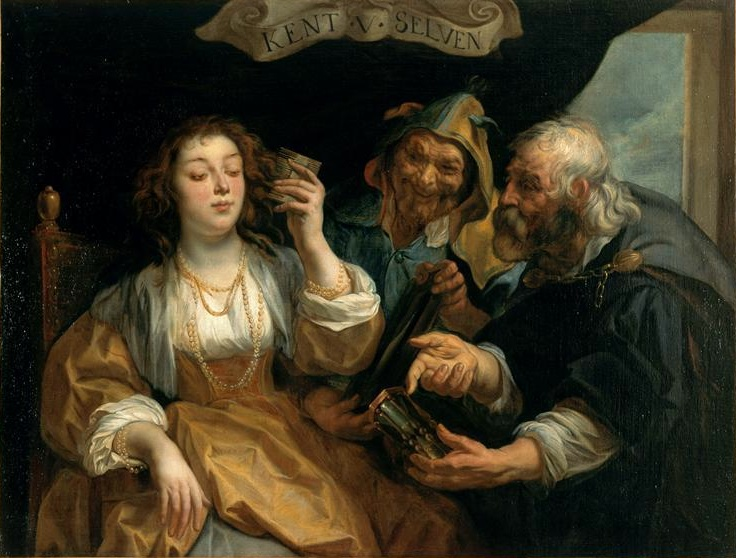
Biết mình - Thanh niên giữa Tật xấu và Đức hạnh (do Jacob Jordaens)
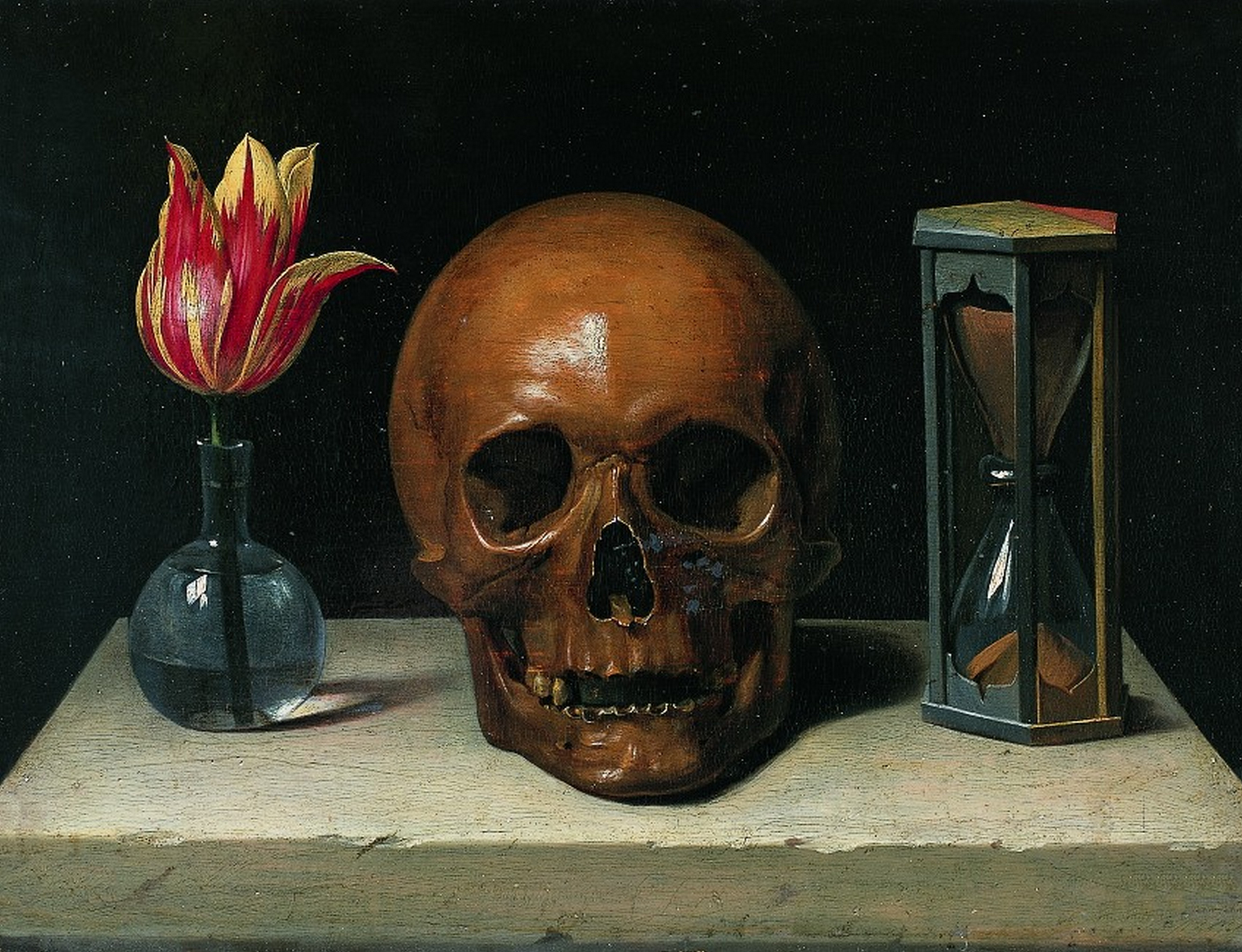
Philippe de Champaigne Tĩnh vật với hộp sọ, tranh vẽ vanitas, 1671
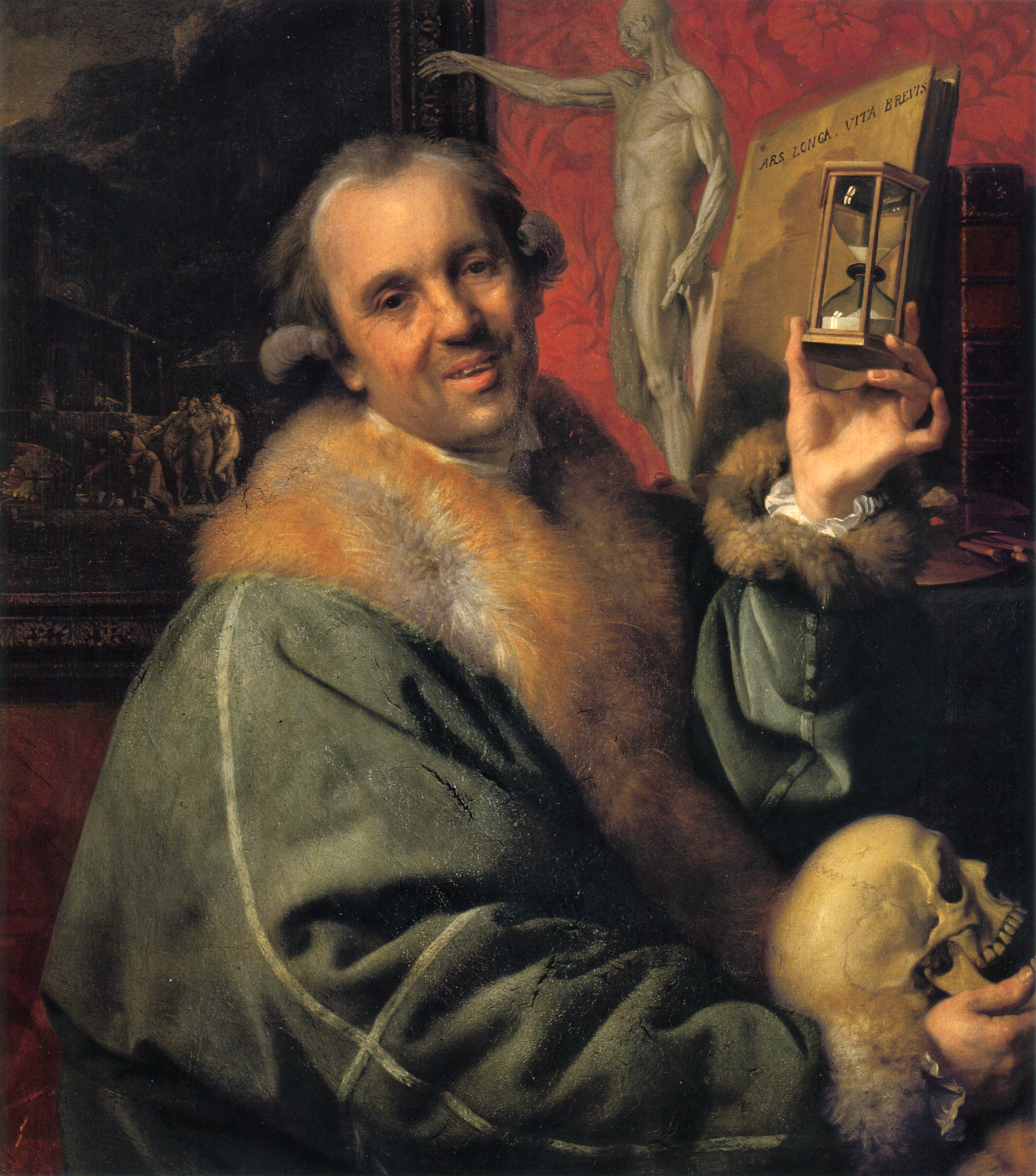
Chân dung tự họa (với đồng hồ cát và đầu lâu) bởi Johann Zoffany, circa 1776